# 並木学院福山高等学校
並木学院福山高等学校(なみきがくいんふくやまこうとうがっこう)は、広島県福山市にある通信制・単位制の高等学校である。加計学園グループの学校法人英数学館が設置する。

## 概説

### 募集
募集区域は広島県と岡山県の山陽2県で、中学校卒業予定者や中学校もしくはこれに準じた学校を卒業した者または、これと同等以上の学力があると認められる者と高等学校に在籍し転校を希望する者、高等学校を中途退学した者を受け入れている。

### コース
コースは、週4日制コース、週2日制コース、週1日コースの3コースに分かれていて、またコースの全ては普通科である。

#### 週4日制コース
特進クラス、進学クラス、1年生クラスの3クラスがあり、特進クラスは3年生が対象で、大学入学共通テスト対応レベルの授業を行っている。進学クラスは大学入学を目指す1年生から3年生が対象。1年生クラスは中学校からの新入生が対象で、高校生に必要な基礎学力と集団生活に必要な社会力、コミュニケーション力を身につける。

#### 週2日制コース
自宅学習をベースに週2日登校し、自分のペースで高校卒業に必要な学力と単位を取得する。

#### 週1日コース
定期的に通学するのが困難な生徒向けのクラスです。基本的に水曜日のみの登校とし、他の曜日は自宅でメディアやテレビ視聴による学習を行う。

## 加盟団体
全国通信制高等学校評価機構に加盟しており、学習指導要領に則った教育を行っている学校と評価をされている。広島県で加盟している通信制高校は本校と設置法人が同じ並木学院高等学校の２校のみである。また加盟団体一覧に示している多くの研究団体に加盟している。
加盟団体一覧
- 全国高等学校校長協会
- 全国私立中学高等学校連合会
- 全国高等学校定時制通信制教育振興会
- 全国高等学校通信制教育研究会
- 全国通信制高等学校評価機構
- 全国私立狭域通信制高等学校教育推進協議会
- 中国地区高等学校定時制通信制教育振興会
- 中国地区高等学校通信制教育研究会
- 広島県高等学校校長協会
- 広島県私立中学高等学校協会
- 広島県高等学校定時制通信制教育振興会
- 広島県高等学校教育研究会